# Кессієл Руссо
Кессієл Руссо (англ. Cassiel Rousseau, 4 лютого 2001) — австралійський стрибун у воду.
Учасник Олімпійських Ігор 2020 року, де в стрибках з 10-метрової вишки посів 8-ме місце.